# Fondation et Collection Emil G. Bührle
La Fondation et Collection Emil G. Bührle est une collection privée d'art à Zurich. La fondation a été créée en 1960 par la famille du collectionneur d'art Emil Georg Bührle (1890-1956) après le décès de celui-ci.

## Collection
Le musée, installé dans une villa de 1886 située juste à côté de l'ancienne résidence d'Emil Bührle, présente principalement, à côté de sculptures en bois médiévales et de toiles de grands maîtres du passé, tel que El Greco, des œuvres de peintres impressionnistes et modernes du XIXe et du XXe siècle.
En 2006, le rapprochement avec le Kunsthaus de Zurich devient évident et le braquage de 2008 active les démarches juridiques. Environ 170 œuvres d'art de la fondation sont en dépôt au Kunsthaus de Zurich depuis l'automne 2021.
Le conservateur du musée est M. Lukas Gloor.

## Controverses
La Fondation Bührle a été confrontée à plusieurs demandes de restitution concernant les œuvres d'art spoliées par les Nazi ou vendues sous la contrainte. La publication de Schwarzbuch Buehrle. Raubkunst für das Kunsthaus Zürich? par Thomas Buomberger et Guido Magnaguagno en 2015, a notamment relancé la controverse concernant les acquisitions d'œuvres dont les anciens propriétaires étaient des collectionneurs juifs spoliés.

## Œuvres

### XVIesiècle
- Joachim Patinier (1483-1524)

### XVIIesiècle
- Albert Cuyp (1620-1691)
- Govert Flinck (1615-1660)
- Jan van Goyen (1596-1656)
- Frans Hals
- Meindert Hobbema (1638-1709)
- Willem Kalf (1619-1693)
- Philips Koninck
- Jacob Ochtervelt (1634/1635-1682)
- Rembrandt (1606-1669)
- Pierre Paul Rubens
- Salomon van Ruysdael
- Pieter Jansz Saenredam
- Jan Steen (1626-1679)
- David Teniers le Jeune
- Gerard ter Borch
- Jorge Manuel Theotocopouli (1578-1631)
- Emanuel de Witte (1617-1692)

### XVIIIesiècle
- François Boucher
- Canaletto, 1738-1742
- Jean-Honoré Fragonard (?)
- Francisco de Goya (?)
- Francesco Guardi
- Giambattista Tiepolo
- François-André Vincent (1746-1816)

### XIXesiècle
- Théodore Chassériau
- Jean-Baptiste Camille Corot
- Gustave Courbet
- Eugène Delacroix
- Théodore Géricault
- Jean-Auguste-Dominique Ingres : Monsieur Devillers
- Pierre Puvis de Chavannes

### Impressionnisme
- Eugène Boudin
- Mary Cassatt
- Gustave Courbet
- Honoré Daumier
- Edgar Degas : Ludovic Lepic et ses filles
- Henri Fantin-Latour
- Édouard Manet : Le Suicidé, Le Grand-duc
- Claude Monet
- Berthe Morisot
- Camille Pissarro
- Auguste Renoir : Portrait d'Irène Cahen d'Anvers
- Alfred Sisley

### Post-impressionnisme
- Pierre Bonnard : Ambroise Vollard
- Paul Gauguin
- Vincent van Gogh : Les Ponts d'Asnières, Branches de marronnier en fleur
- Odilon Redon
- Georges Seurat
- Paul Signac
- Henri de Toulouse-Lautrec : Les Deux Amies
- Édouard Vuillard

### Art moderne
- Georges Braque
- Paul Cézanne : Le Garçon au gilet rouge
- Marc Chagall
- André Derain
- Raoul Dufy
- Juan Gris
- Oskar Kokoschka
- Albert Marquet
- Henri Matisse
- Amedeo Modigliani : Nu couché
- Pablo Picasso
- Georges Rouault
- Chaïm Soutine
- Maurice Utrillo
- Maurice de Vlaminck

## Vol de 2008
Le 10 février 2008 quatre tableaux d'une valeur de 180 millions de francs suisses sont volés :

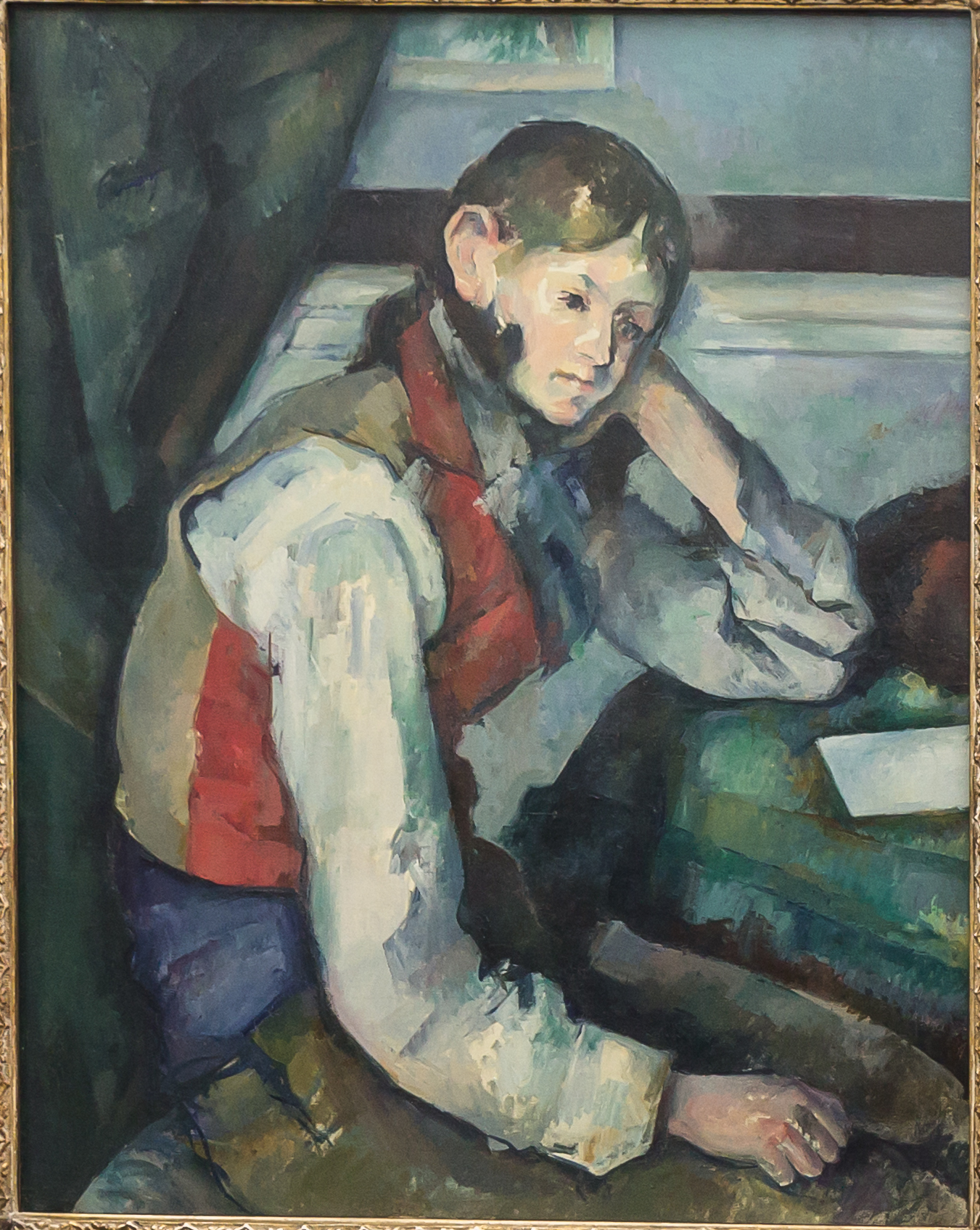
Paul Cézanne Le Garçon au gilet rouge (1888-1889)
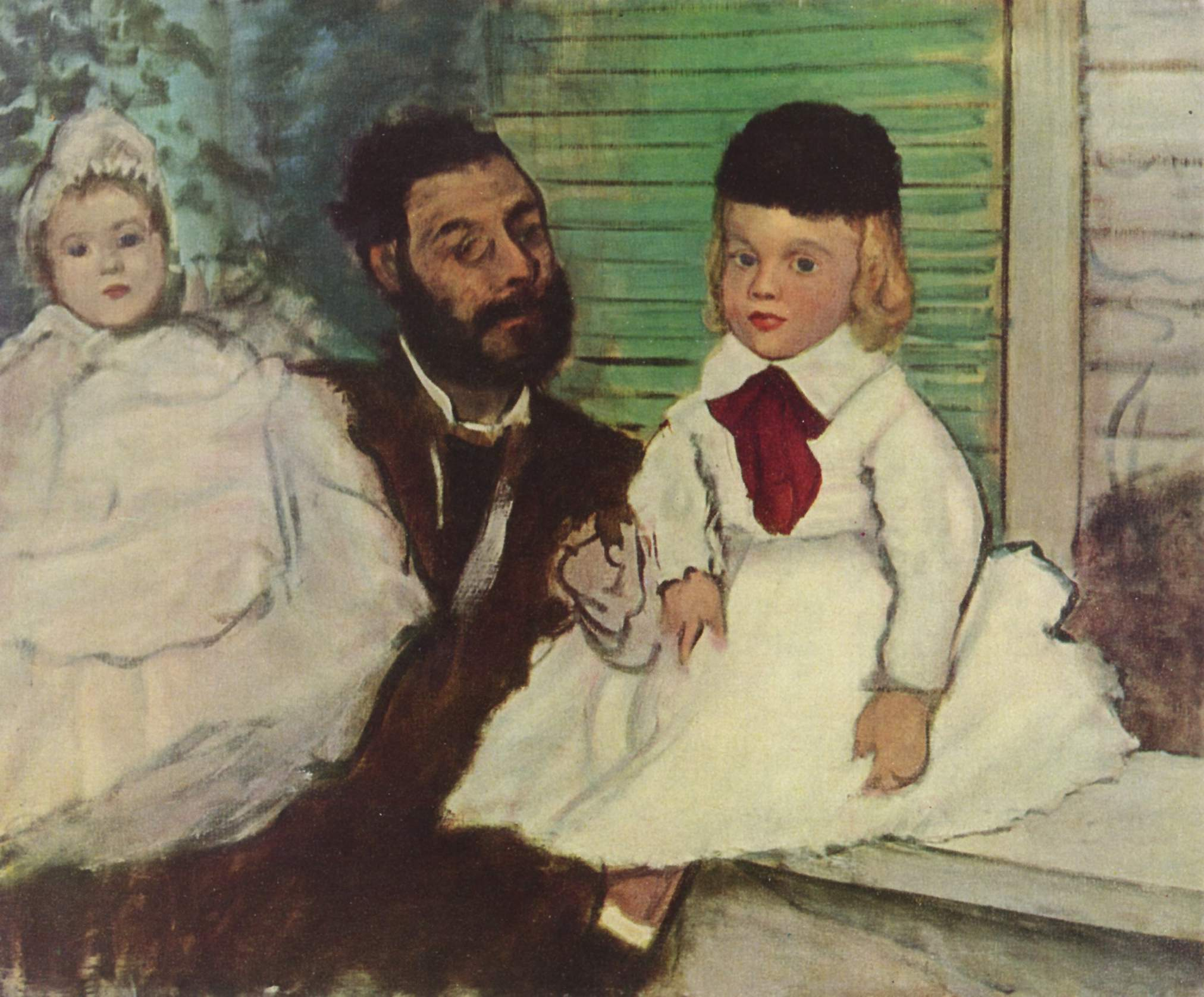
Edgar Degas Ludovic Lepic et ses filles
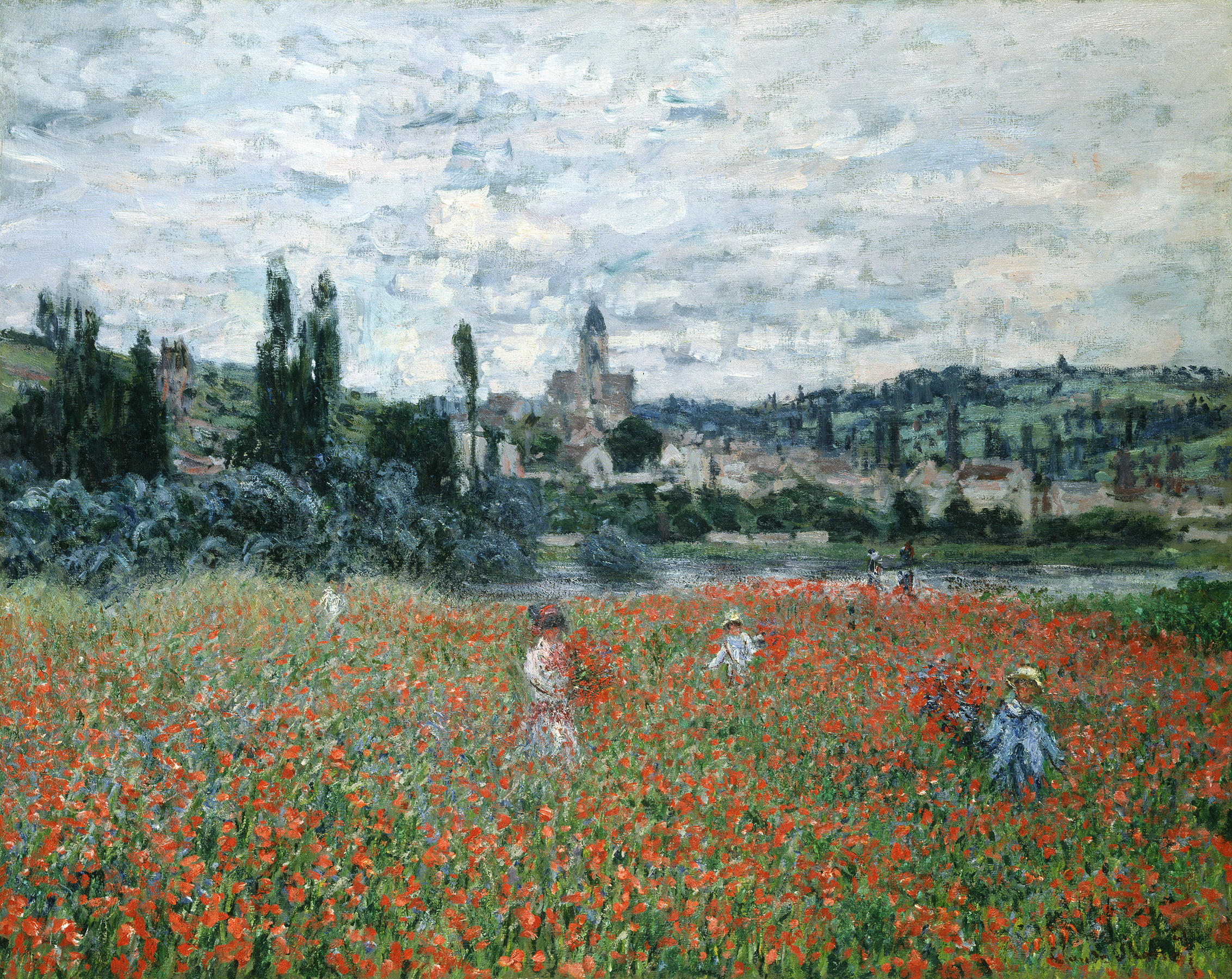
Claude Monet Le Champ de coquelicots près de Vétheuil (1879-1880)
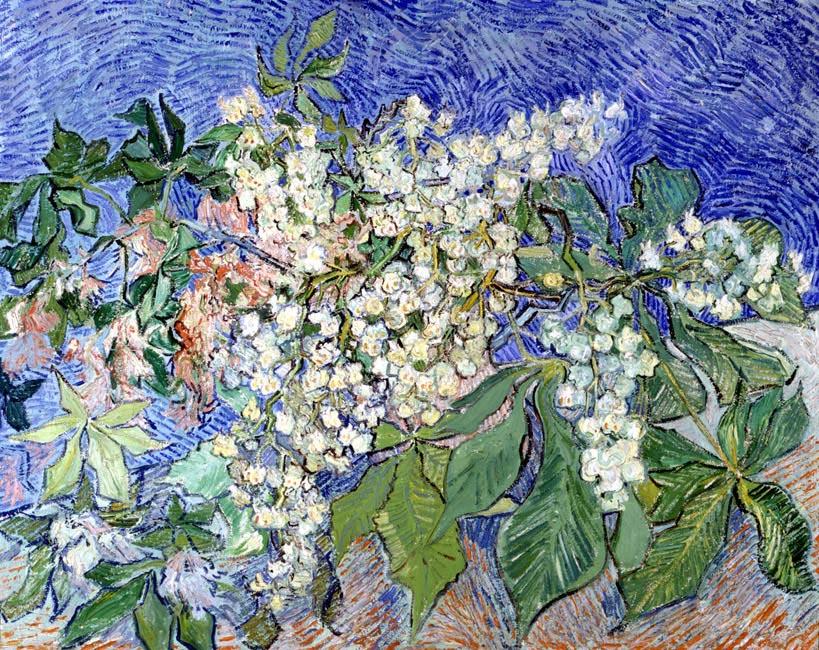
Vincent van Gogh Branches de marronnier en fleur (1890)

Le 18 février 2008 le gardien du parking de la clinique psychiatrique de Burghölzli a trouvé deux tableaux sur le siège arrière d'une voiture, Le Champ de coquelicots près de Vétheuil et Branches de marronnier en fleur. La Police municipale déclare ne pas avoir connaissance d'une rançon en échange des deux tableaux. En avril 2012, la police serbe retrouve en Serbie le tableau Le Garçon au gilet rouge de Paul Cézanne et le quatrième tableau quelque temps plus tard, légèrement endommagé. Trois hommes sont arrêtés dans cette affaire.

## Galerie

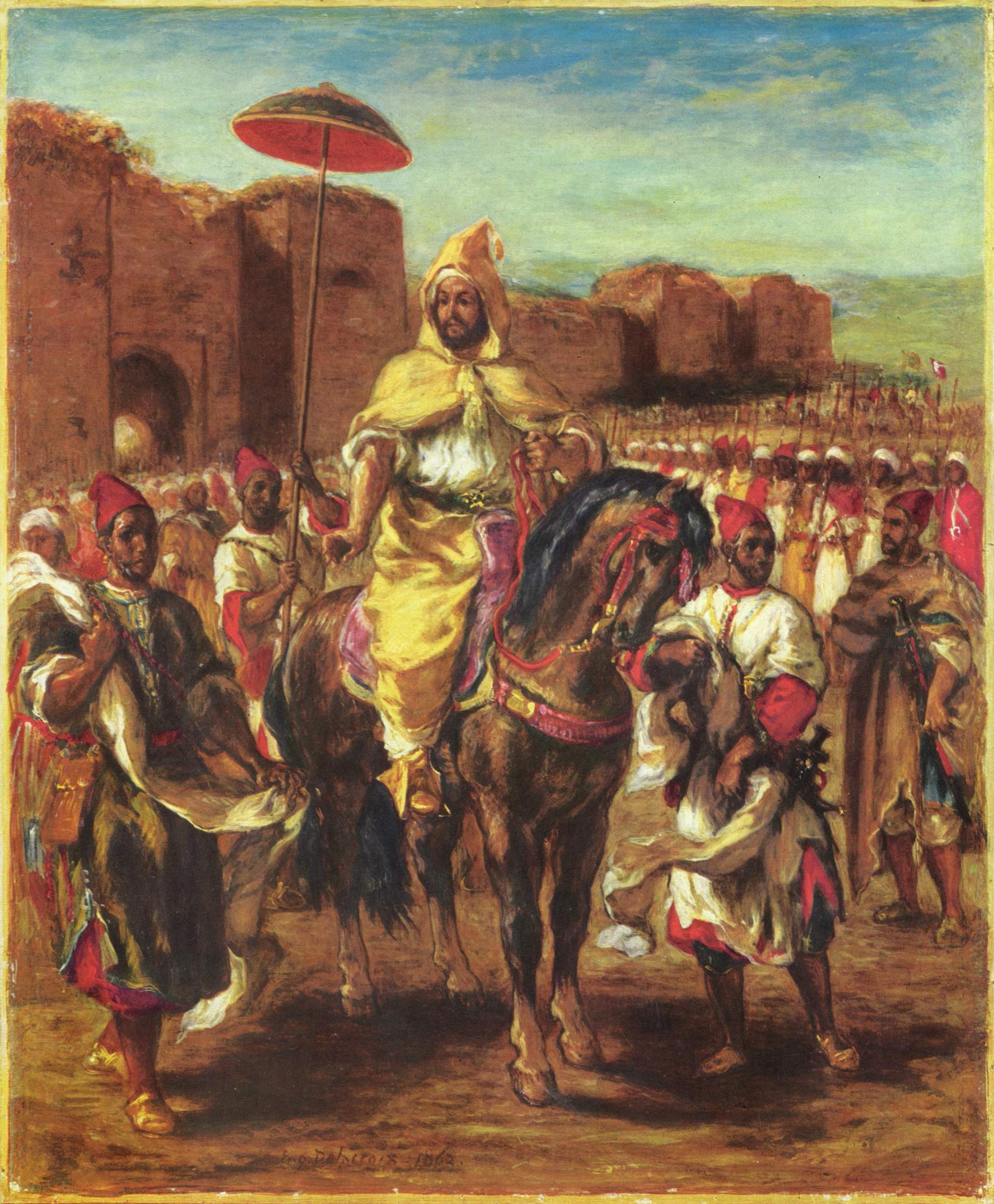
Muley Abd-el-Rahman, Portrait du Sultan du Maroc, Eugène Delacroix
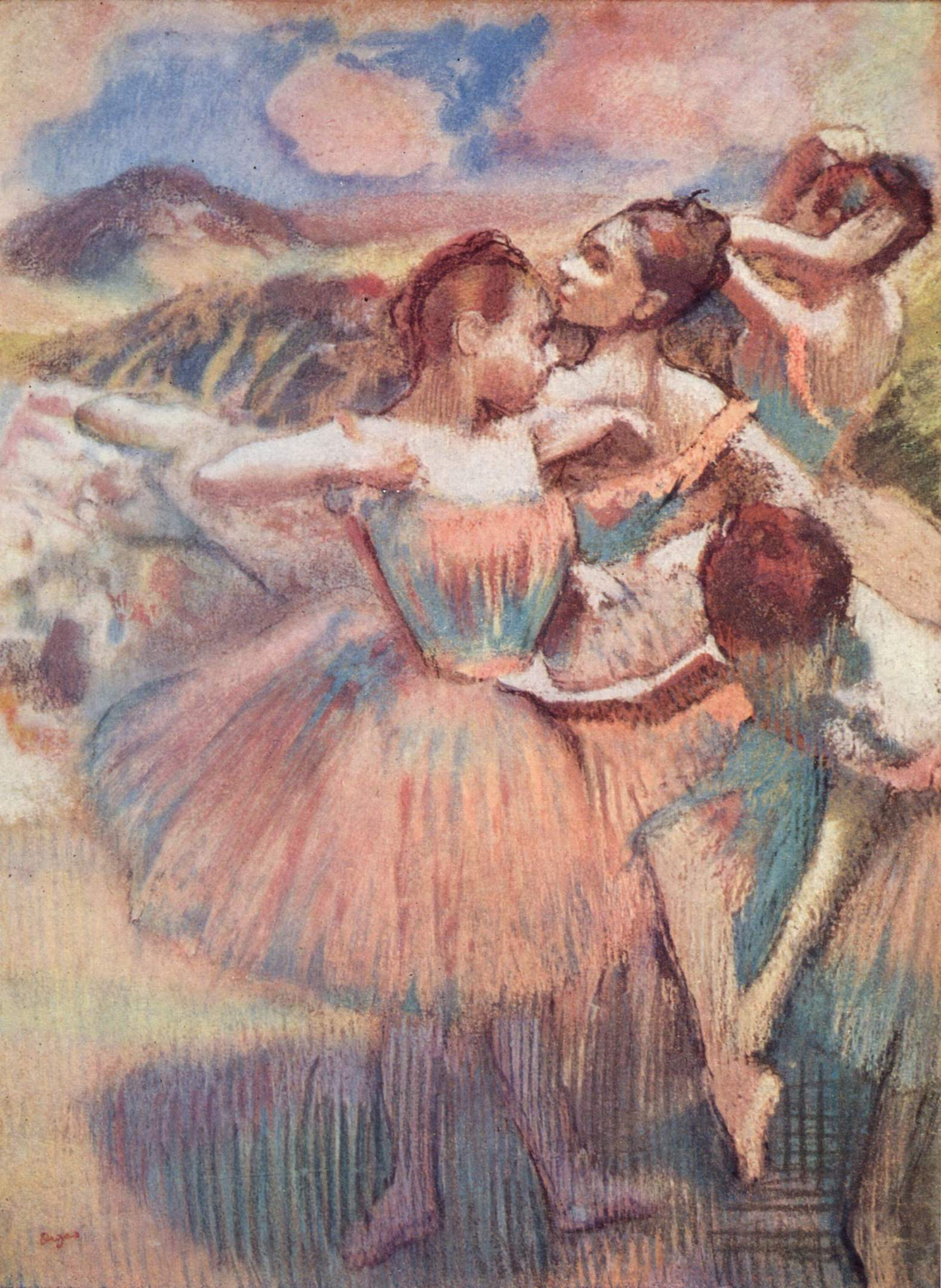
Danseuses dans un paysage, Edgar Degas
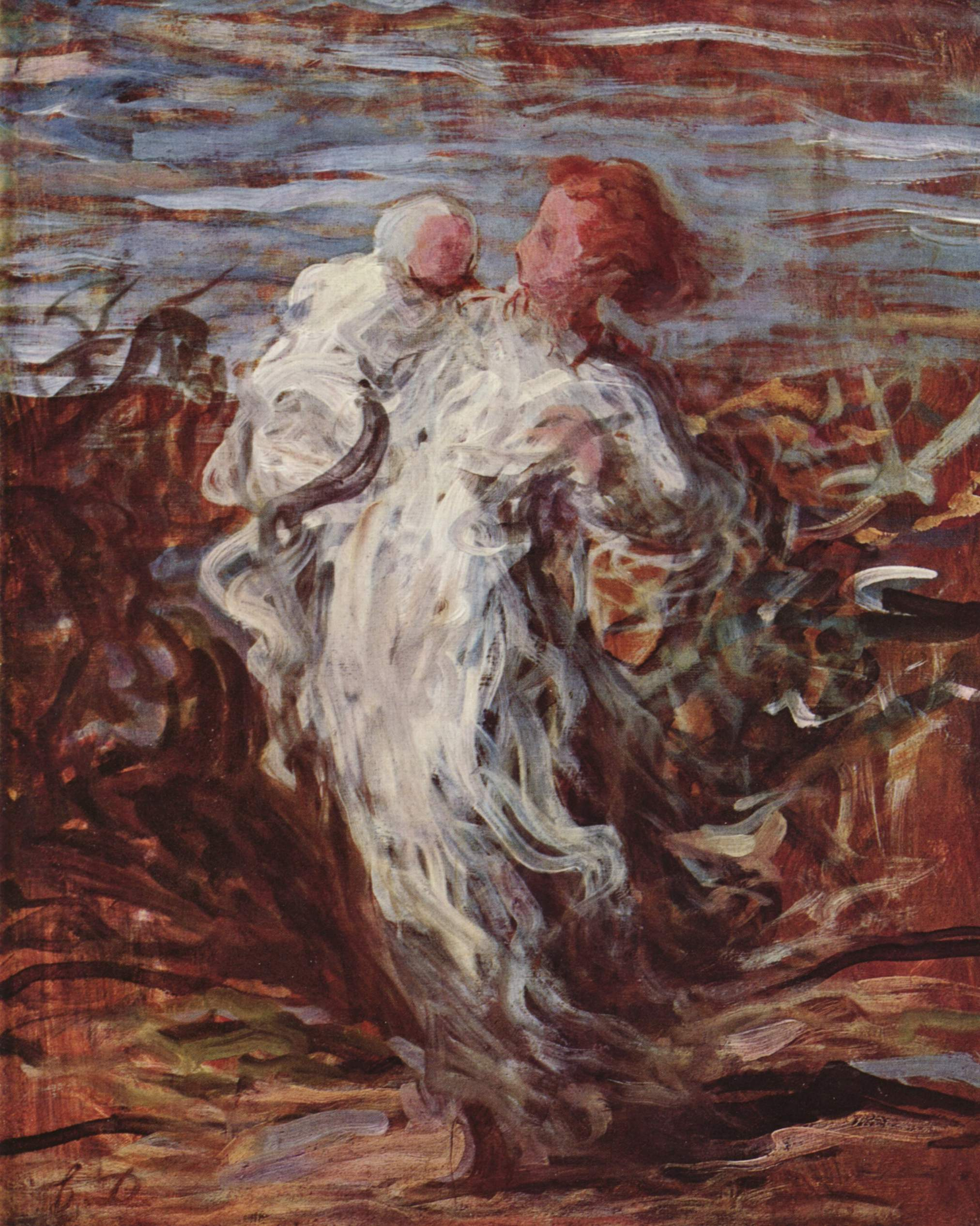
Mère avec enfant, Honoré Daumier
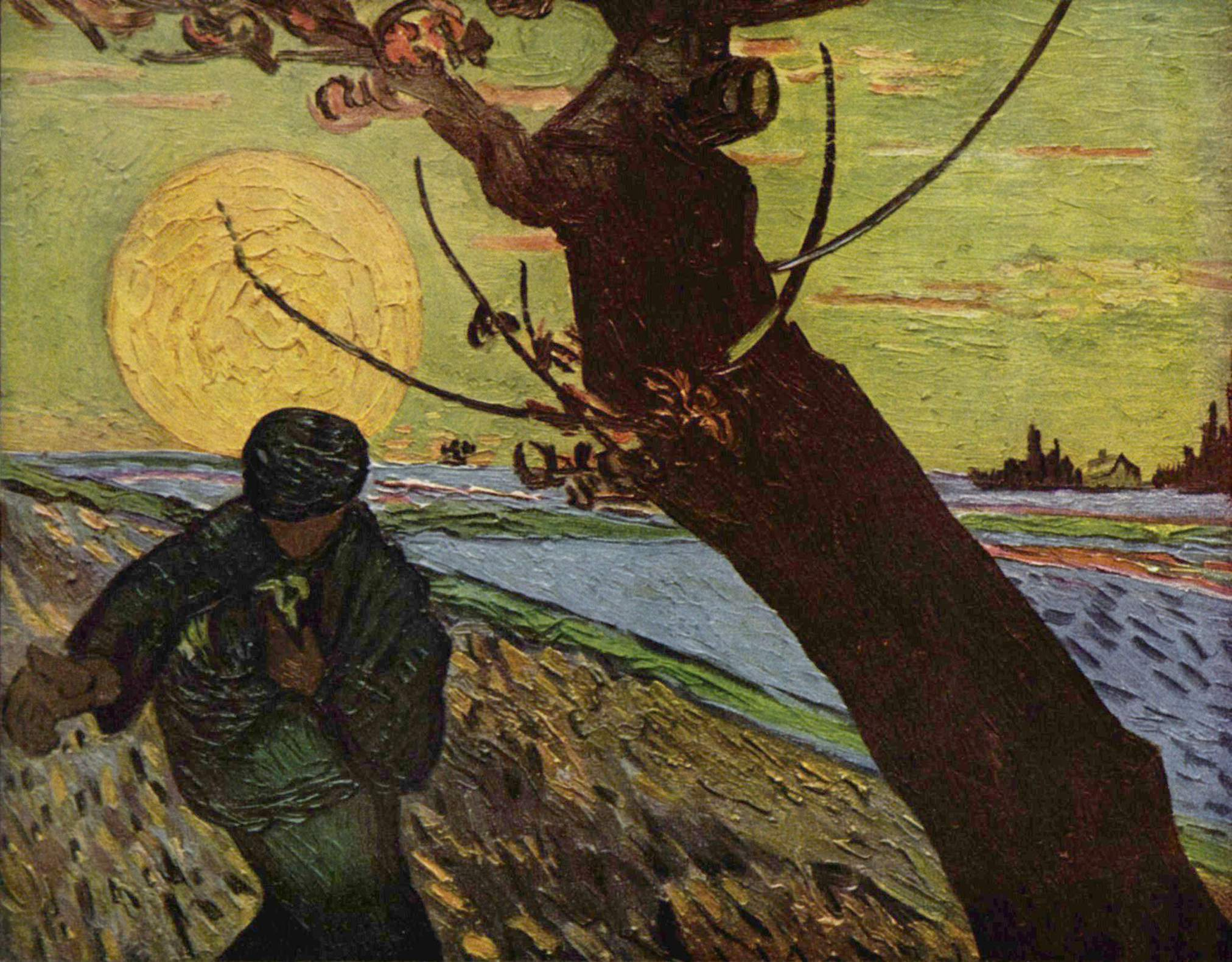
Le semeur, Vincent van Gogh
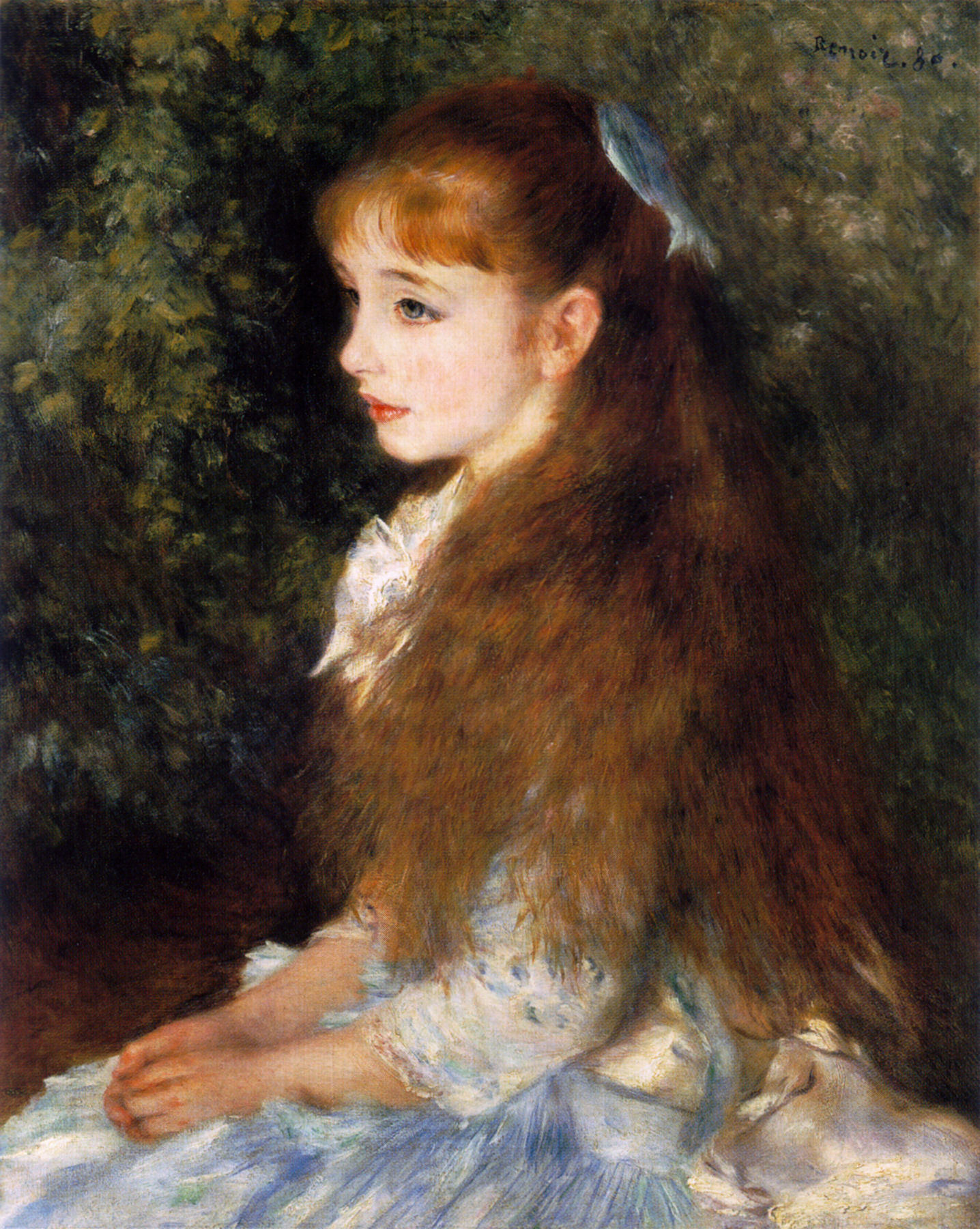
Portrait d'Irène Cahen d'Anvers, Auguste Renoir